# Archie H. Miller
Archie H. Miller (* 8. Juni 1886 in Hopkins, Minnesota; † 11. Februar 1958 in Minneapolis, Minnesota) war ein US-amerikanischer Politiker. Zwischen 1943 und 1945 war er kommissarischer Vizegouverneur des Bundesstaates Minnesota.

## Werdegang
Archie Miller besuchte die öffentlichen Schulen seiner Heimat. Nach einem anschließenden Jurastudium am Minnesota College of Law und seiner Zulassung als Rechtsanwalt begann er in diesem Beruf zu arbeiten. In seiner Jugend war er halbprofessioneller Baseballspieler und spielte in der Stadtkapelle von Hopkins Klarinette. Politisch schloss er sich der Republikanischen Partei an. In Hopkins saß er im Gemeinderat und im Schulausschuss. Zwischen 1931 und 1943 gehörte er dem Senat von Minnesota an, wo er in mehreren Ausschüssen vertreten war. Im Jahr 1943 bekleidete er das Amt des President Pro Tempore dieser Kammer.
Nach dem Rücktritt von Gouverneur Harold Stassen wurde Vizegouverneur Edward John Thye sein Nachfolger im höchsten Staatsamt. Entsprechend der Staatsverfassung übernahm nun der President Pro Tempore des Staatssenats, Archie Miller, kommissarisch das Amt des Vizegouverneurs. Dieses bekleidete er zwischen 1943 und 1945. Dabei war er Stellvertreter des Gouverneurs und offizieller Vorsitzender des Staatssenats. Danach gehörte er von 1945 bis zu seinem Tod am 11. Februar 1958 erneut dem Senat an, wo er zwischenzeitlich als republikanischer Fraktionschef fungierte. Außerdem war er erneut Mitglied zahlreicher Ausschüsse.